# Kinh tế Malaysia
Kinh tế Malaysia là một nền kinh tế hỗn hợp mới nổi và đang phát triển, có thu nhập trung bình khá, công nghiệp hóa cao. Nền kinh tế này đứng thứ 36 trên thế giới về GDP danh nghĩa, tuy nhiên, khi đo bằng sức mua tương đương, GDP của nền kinh tế này tăng lên thứ 30. Dự báo đến cuối năm 2024, GDP danh nghĩa của Malaysia sẽ đạt gần nửa nghìn tỷ đô la Mỹ Năng suất lao động của người lao động Malaysia cao thứ ba trong ASEAN và cao hơn đáng kể so với Indonesia, Việt Nam và Philippines.
Malaysia vượt trội so với các nước cùng nhóm thu nhập về khả năng cạnh tranh và đổi mới trong kinh doanh. Báo cáo năng lực cạnh tranh toàn cầu năm 2024 xếp hạng nền kinh tế Malaysia là nền kinh tế quốc gia có khả năng cạnh tranh thứ 34 trên thế giới trong khi Chỉ số đổi mới toàn cầu năm 2024 xếp hạng Malaysia là quốc gia có khả năng đổi mới thứ 33 trên toàn cầu.
Malaysia là nền kinh tế thâm dụng thương mại thứ 35 trên toàn cầu; cao hơn Đan Mạch, Na Uy, Đức và Thụy Điển với tổng hoạt động thương mại đạt 132% GDP. Ngoài ra, nền kinh tế Malaysia đã phát triển sự hội nhập theo chiều dọc và chiều ngang trên một số ngành công nghiệp liên kết xuất khẩu trong khi chiếm được thị phần toàn cầu đáng kể đối với các sản phẩm sản xuất và hàng hóa, từ mạch tích hợp, chất bán dẫn, dầu cọ đến khí tự nhiên hóa lỏng. Hơn nữa, Malaysia là một mắt xích quan trọng trong thị trường bán dẫn toàn cầu và là nước xuất khẩu thiết bị bán dẫn lớn thứ ba trên thế giới. Malaysia đã công bố kế hoạch nhắm mục tiêu đầu tư hơn 100 tỷ đô la Mỹ cho ngành công nghiệp bán dẫn của mình khi tự định vị mình là một trung tâm sản xuất toàn cầu.
Đến giữa năm 2024, đất nước này đã thu hút được lượng lớn đầu tư trực tiếp nước ngoài tập trung vào sự bùng nổ trí tuệ nhân tạo toàn cầu với các công ty công nghệ nước ngoài như Google, Microsoft và ByteDance đổ xô đến đất nước này và đầu tư lần lượt 2 tỷ USD, 2,2 tỉ USD, và 2,1 tỉ USD, để tận dụng lợi thế cạnh tranh của Malaysia trong trung tâm dữ liệu và siêu máy tính do lực lượng lao động có trình độ cao, giá đất rẻ, chi phí nước và điện thấp và không có thiên tai. Điều này dự kiến sẽ củng cố vị thế của Malaysia như một trung tâm điện toán đám mây cho toàn châu Á, tăng cường lĩnh vực có giá trị cao và thúc đẩy nền kinh tế của nước này đạt được mục tiêu nền kinh tế thu nhập cao của chính phủ.
Nhìn chung, nền kinh tế Malaysia rất mạnh mẽ và đa dạng với giá trị xuất khẩu các sản phẩm công nghệ cao vào năm 2022 đạt khoảng 66 tỷ đô la Mỹ, cao thứ ba trong ASEAN. Malaysia xuất khẩu sản phẩm dầu cọ lớn thứ hai về khối lượng và giá trị trên toàn cầu, sau Indonesia.
Người Malaysia có lối sống khá giả so với nhiều nước láng giềng ở Đông Nam Á. Điều này là do nền kinh tế hướng đến xuất khẩu đang phát triển nhanh chóng, thuế thu nhập quốc dân tương đối thấp, thực phẩm địa phương và nhiên liệu vận tải có giá cả phải chăng, cũng như hệ thống chăm sóc sức khỏe công cộng do một bên chi trả được trợ cấp hoàn toàn. Malaysia có nền kinh tế thị trường công nghiệp mới, tương đối cởi mở và theo định hướng nhà nước.

## Lịch sử
Là một trong ba quốc gia kiểm soát Eo biển Malacca, thương mại quốc tế đóng vai trò rất quan trọng trong nền kinh tế Malaysia. Có một thời, đây là quốc gia sản xuất thiếc, cao su và dầu cọ lớn nhất thế giới. Hoạt động sản xuất có ảnh hưởng lớn đến nền kinh tế của đất nước, chiếm hơn 40% GDP.
Vào những năm 1980, Malaysia bắt đầu bắt chước bốn con Hổ châu Á (Hồng Kông, Singapore, Hàn Quốc và Đài Loan) và cam kết chuyển đổi từ việc phụ thuộc vào khai khoáng và nông nghiệp sang nền kinh tế phụ thuộc nhiều hơn vào sản xuất. Nền kinh tế Malaysia chủ yếu dựa vào khai khoáng và nông nghiệp đã bắt đầu chuyển đổi sang nền kinh tế đa ngành hơn. Kể từ những năm 1980, khu vực công nghiệp đã dẫn đầu tăng trưởng của Malaysia. Mức đầu tư cao đóng vai trò quan trọng trong việc này. Với sự đầu tư của Nhật Bản, các ngành công nghiệp nặng đã phát triển mạnh mẽ và trong vòng vài năm, xuất khẩu của Malaysia đã trở thành động lực tăng trưởng chính của đất nước. Malaysia liên tục đạt được mức tăng trưởng GDP hơn 7% cùng với lạm phát thấp trong những năm 1980 và 1990.
Năm 1991, Thủ tướng Mahathir Mohamad đã vạch ra lý tưởng của mình, Tầm nhìn 2020, trong đó Malaysia sẽ trở thành một quốc gia công nghiệp tự cung tự cấp vào năm 2020. Năm 2013, Bộ trưởng Văn phòng Thủ tướng Tan Sri Nor Mohamed Yakcop cho biết Malaysia có thể đạt được vị thế quốc gia phát triển vào năm 2018 nếu tăng trưởng kinh tế của đất nước vẫn ổn định hoặc tăng. Năm 2023, chính phủ Malaysia công bố chính sách công nghiệp, Kế hoạch tổng thể công nghiệp mới (NIMP) 2030, một hướng dẫn để ngành sản xuất của quốc gia phát triển và đạt được các mục tiêu kinh tế vĩ mô, hướng tới mục tiêu đóng góp 587,5 tỷ RM (từ 364,1 tỷ RM) vào GDP của Malaysia, 3,3 triệu (từ 2,7 triệu) người lao động và mức lương trung bình là 4.510 RM (từ 1.976 RM) vào năm 2030.
Malaysia đã trải qua một thời kỳ bùng nổ kinh tế và phát triển nhanh chóng vào cuối thế kỷ 20 và có GDP bình quân đầu người (danh nghĩa) là 11.648,70 USD vào năm 2023 và được coi là một quốc gia công nghiệp mới. Năm 2009, GDP (PPP) là 378,5 tỷ USD và GDP bình quân đầu người (PPP) là 13.468,00 USD, bằng khoảng một phần ba so với con số năm 2023.
Năm 2022, Khảo sát thu nhập hộ gia đình do chính phủ thực hiện cho thấy có 7,9 triệu hộ gia đình ở Malaysia, với trung bình 3,8 thành viên trong mỗi hộ gia đình. Thu nhập hộ gia đình trung bình của Malaysia tăng 69,6% lên 8.479 RM một tháng, so với 5.000 RM vào năm 2012.
Theo báo cáo của HSBC năm 2012, Malaysia dự kiến sẽ trở thành nền kinh tế lớn thứ 21 thế giới vào năm 2050, với GDP là 1,2 nghìn tỷ USD và GDP bình quân đầu người là 29.247 USD. Báo cáo cũng cho biết "Các nhà sản xuất thiết bị điện tử, dầu mỏ và khí đốt tự nhiên hóa lỏng sẽ chứng kiến sự gia tăng đáng kể về thu nhập bình quân đầu người. Tuổi thọ trung bình của người Malaysia, trình độ học vấn tương đối cao và tỷ lệ sinh cao hơn mức trung bình sẽ giúp thúc đẩy sự phát triển nhanh chóng của nền kinh tế này". Viktor Shvets, giám đốc điều hành của Credit Suisse, đã nói rằng "Malaysia có đủ mọi yếu tố cần thiết để trở thành một quốc gia phát triển."
Vào đầu năm 2020, nền kinh tế Malaysia bị ảnh hưởng nghiêm trọng bởi đại dịch COVID-19, sau đó lan rộng ra phần còn lại của thế giới, gây ra sự đóng cửa và suy thoái kinh tế ở quốc gia này, tồi tệ nhất kể từ năm 2008. Đầu tháng 12 năm 2020 trong thời gian xảy ra đại dịch, Fitch Ratings đã hạ xếp hạng tín nhiệm của quốc gia này từ A− xuống BBB+. Một số người, chẳng hạn như Hoo Ke Ping tại Viện Chiến lược Kingsley, cho rằng điều này là do thiếu sự giao tiếp giữa chính phủ mới và cơ quan xếp hạng. Những người khác, chẳng hạn như Carmelo Ferlito, từ Trung tâm Giáo dục Thị trường, cho biết có thể cần điều gì đó đáng kể hơn vì ngân sách gần đây thiếu chiến lược phục hồi cũng như giải quyết căng thẳng chính trị, và Shan Saeed tại Juwai IQI cũng cho rằng cơ quan này đã mất đi sự liên quan vì phân tích "lạc hậu". Tuy nhiên, suy thoái COVID-19 ở nước này đã kết thúc vào ngày 1 tháng 4 năm 2022 khi tỷ lệ nhiễm COVID-19 Omicron tiếp tục giảm trước giai đoạn lưu hành.

## Chính sách kinh tế

### Chính sách tiền tệ
Trước cuộc khủng hoảng tài chính châu Á năm 1997, Ringgit Malaysia (MYR)  là một loại tiền tệ thả nổi được giao dịch ở mức RM2.50 đổi 1USD. Khi các hoạt động đầu cơ lan rộng khắp khu vực, Ringgit đã giảm xuống còn RM4,10 so với đô la chỉ trong vài tuần.
Một quyết định hành pháp do Thủ tướng Mahathir Mohamad khi đó đưa ra đã quyết định neo MYR vào đô la và áp dụng các biện pháp kiểm soát vốn để ngăn chặn dòng chảy quá mức của Ringgit ra khỏi thị trường mở. Ringgit đã được neo ở mức RM3,80 so với đô la Mỹ và một du khách phải khai báo với ngân hàng trung ương nếu mang hơn RM10.000 ra khỏi đất nước.
Tỷ giá hối đoái cố định đã bị hủy bỏ để ủng hộ tỷ giá hối đoái thả nổi vào tháng 7 năm 2005, vài giờ sau khi Trung Quốc công bố động thái tương tự Vào thời điểm này, Ringgit vẫn chưa được quốc tế hóa. Ringgit tiếp tục tăng giá lên 3,18 đổi 1 đô la vào tháng 3 năm 2008 và tăng giá xuống mức thấp là 2,94 đổi 1 đô la vào tháng 5 năm 2011. Trong khi đó, nhiều khía cạnh của kiểm soát vốn đã được Ngân hàng Trung ương Malaysia nới lỏng dần. Tuy nhiên, chính phủ vẫn tiếp tục không quốc tế hóa Ringgit. Chính phủ tuyên bố rằng Ringgit sẽ được quốc tế hóa khi đã sẵn sàng.
Hiện tại, Ngân hàng Trung ương Malaysia sử dụng mục tiêu lãi suất. Lãi suất chính sách qua đêm (OPR) là công cụ chính sách của họ và được sử dụng để hướng dẫn lãi suất liên ngân hàng ngắn hạn, hy vọng sẽ ảnh hưởng đến lạm phát và tăng trưởng kinh tế.

### Hành động tích cực
Tun Abdul Razak, khi đó là Thủ tướng, đã thực hiện chính sách hành động khẳng định được gọi là New Economic Policy (NEP) ngay sau Biến cố ngày 13 tháng 5 năm 1969 Trước sự cố, tỷ lệ đói nghèo trong cộng đồng người Mã Lai cực kỳ cao (65%) cũng như sự bất mãn giữa các sắc  tộc, đặc biệt là đối với người Hoa, những người kiểm soát 74% nền kinh tế vào thời điểm đó. Thông qua NEP, phần lớn người Bumiputera được ưu tiên và hưởng các đặc quyền trong phát triển nhà ở, học bổng và cũng được sở hữu các công ty niêm yết công khai.
NEP được thành lập vào năm 1971 với mục đích mang lại cho người Mã Lai 30% thị phần nền kinh tế của Malaysia và xóa đói giảm nghèo trong cộng đồng người Mã Lai, chủ yếu thông qua việc khuyến khích người Bumiputeras sở hữu doanh nghiệp. Sau 40 năm thực hiện chương trình, quyền sở hữu vốn của người Bumiputra đã tăng lên 23%, trị giá 167,7 tỷ RM vào năm 2010 so với 2,4% vào năm 1970.
NEP bị cáo buộc tạo ra chế độ đầu sỏ và tạo ra 'tâm lý trợ cấp'. Các đảng phái chính trị như Parti Keadilan Rakyat và Đảng Hành động Dân chủ đã đề xuất một chính sách mới sẽ bình đẳng cho mọi người dân Malaysia, bất kể sắc tộc. Khi Đảng Hành động Dân chủ được bầu tại tiểu bang Penang vào năm 2008, họ tuyên bố sẽ bãi bỏ NEP, tuyên bố rằng nó "... nuôi dưỡng chủ nghĩa gia đình trị, tham nhũng và kém hiệu quả về mặt hệ thống".
Wolfgang Kasper, giáo sư kinh tế tại Đại học New South Wales và từng là cố vấn cho Bộ Tài chính Malaysia, đã chỉ trích NEP, nói rằng "Các khoản tiền trợ cấp của NEP (đang) khiến người Mã Lai lười biếng, tham nhũng và tự phụ. Tệ nhất là nó khiến họ nghèo đói". Ông cũng chỉ trích Chính phủ Liên bang cung cấp tiền trợ cấp và viện trợ tài chính thay vì cung cấp quyền tiếp cận giáo dục bình đẳng để giúp những người nghèo bị thiệt thòi nâng cao thu nhập của họ.
Ngày 21 tháng 4 năm 2009, thủ tướng Najib Tun Razak đã công bố việc tự do hóa 27 phân ngành dịch vụ bằng cách bãi bỏ yêu cầu 30% bumiputera. Động thái này được coi là nỗ lực của chính phủ nhằm tăng đầu tư vào lĩnh vực dịch vụ của nền kinh tế. Theo thủ tướng, nhiều lĩnh vực khác của nền kinh tế sẽ được tự do hóa.
Ngày 30 tháng 6 năm 2009, thủ tướng đã công bố các động thái giải phóng tiếp theo bao gồm việc bãi bỏ hạn ngạch vốn chủ sở hữu Bumiputera và bãi bỏ các hướng dẫn của Ủy ban Đầu tư Nước ngoài, cơ quan chịu trách nhiệm giám sát việc nắm giữ cổ phần nước ngoài tại các công ty Malaysia. Tuy nhiên, bất kỳ công ty Malaysia nào muốn niêm yết tại Malaysia vẫn phải cung cấp 50 phần trăm chênh lệch cổ phần công khai cho các nhà đầu tư Bumiputera.

### Trợ cấp và kiểm soát giá
Chính phủ Malaysia trợ cấp và kiểm soát giá nhiều mặt hàng thiết yếu để giữ giá ở mức thấp. Giá các mặt hàng như dầu cọ, dầu ăn, xăng, bột mì, bánh mì, gạo và các mặt hàng thiết yếu khác được giữ ở mức dưới giá thị trường để giữ chi phí sinh hoạt ở mức thấp. Tính đến năm 2022, chi tiêu của chính phủ cho trợ cấp là 70,3 tỷ RM (15,96 tỷ USD), trong đó riêng nhiên liệu chiếm 52 tỷ RM (11,8 tỷ USD) hoặc 74% tổng trợ cấp.
Kể từ năm 2010, chính phủ đã dần cải cách hệ thống trợ cấp của Malaysia, thông qua một loạt các đợt cắt giảm trợ cấp cho nhiên liệu và đường để cải thiện tài chính của chính phủ và nâng cao hiệu quả kinh tế. Do đó, vào tháng 12 năm 2014, chính phủ đã chính thức chấm dứt mọi khoản trợ cấp cho nhiên liệu và triển khai hệ thống 'thả nổi có quản lý,  tận dụng giá dầu thấp tại thời điểm đó, có khả năng giúp chính phủ tiết kiệm gần 20 tỷ RM ringgit (5,72 tỷ đô la Mỹ) hàng năm.
Ngày 10 tháng 6 năm 2024, chính phủ Malaysia đã chấm dứt việc tái triển khai trợ cấp toàn diện cho nhiên liệu diesel trước đây. Thay vào đó, một khoản trợ cấp có mục tiêu và chọn lọc hơn đã được triển khai, trong đó hỗ trợ tiền mặt được giải ngân trực tiếp cho các cá nhân đủ điều kiện hoặc thẻ đội xe cho các phương tiện hậu cần đủ điều kiện. Kế hoạch xóa bỏ trợ cấp xăng vẫn chưa được công bố nhưng dự kiến sẽ diễn ra vào năm 2025. Việc xóa bỏ các khoản trợ cấp nói trên sẽ nhắm vào 15% người có thu nhập cao nhất, trong khi 85% còn lại sẽ tiếp tục được hưởng nguyên trạng.

### Quỹ đầu tư quốc gia
Chính phủ sở hữu và điều hành một số quỹ đầu tư quốc gia đầu tư vào các công ty trong nước và cả các công ty nước ngoài. Một trong những quỹ như vậy là Khazanah Nasional Berhad, được thành lập vào năm 1993 và tính đến 31 tháng 12 năm 2023, có quy mô tài sản là 126,2 tỷ RM (27,46 tỷ USD). Quỹ đầu tư vào các công ty lớn tại Malaysia như CIMB trong lĩnh vực ngân hàng, UEM Group trong lĩnh vực xây dựng, Telekom Malaysia và Axiata trong ngành truyền thông, Malaysia Airports và Malaysia Airlines trong ngành hàng không vũ trụ, cũng như Tenaga Nasional trong lĩnh vực năng lượng
Một quỹ khác do chính phủ Malaysia sở hữu là Employees Provident Fund, một quỹ hưu trí tính đến 31 tháng 3 năm 2024, có quy mô tài sản là 1,19 nghìn tỷ RM (251,61 tỷ USD), trong đó các khoản đầu tư ở nước ngoài chiếm 38% tổng tài sản, khiến đây trở thành quỹ hưu trí lớn thứ 4 ở Châu Á và lớn thứ 13 trên thế giới.  Giống như Khazanah Nasional, EPF đầu tư và sở hữu một số công ty lớn tại Malaysia như RHB Bank. Đầu tư của EPF được đa dạng hóa trên một số lĩnh vực nhưng gần 40% khoản đầu tư của họ là vào lĩnh vực dịch vụ.
Permodalan Nasional Berhad là một nhà quản lý quỹ lớn khác do Chính phủ Malaysia kiểm soát. Nó cung cấp các quỹ tương hỗ được đảm bảo vốn như Amanah Saham Bumiputera và Amanah Saham Wawasan 2020 chỉ dành cho người Malaysia và trong một số trường hợp là Bumiputeras.

### Ảnh hưởng của chính phủ
Mặc dù chính phủ liên bang thúc đẩy doanh nghiệp tư nhân và quyền sở hữu trong nền kinh tế, nhưng định hướng kinh tế của đất nước chịu ảnh hưởng rất lớn từ chính phủ thông qua các kế hoạch phát triển năm năm kể từ khi giành được độc lập. Nền kinh tế cũng chịu ảnh hưởng từ chính phủ thông qua các cơ quan như Đơn vị lập kế hoạch kinh tế và các quỹ đầu tư liên kết với chính phủ như Khazanah Nasional Berhad, Employees Provident Fund và Permodalan Nasional Berhad.
Các kế hoạch phát triển của chính phủ, được gọi là Malaysian Plan, hiện tại là Malaysia Plan thứ 12, bắt đầu vào năm 1950 trong thời kỳ cai trị của thực dân Anh. Các kế hoạch chủ yếu tập trung vào việc đẩy nhanh tăng trưởng kinh tế bằng cách đầu tư có chọn lọc vào các lĩnh vực của nền kinh tế và xây dựng cơ sở hạ tầng để hỗ trợ các lĩnh vực đó. Ví dụ, trong kế hoạch quốc gia hiện tại, ba khía cạnh chính của quốc gia đang được tập trung, bao gồm các chiến lược để tiếp thêm năng lượng và duy trì trao quyền kinh tế, tính bền vững của môi trường và tái thiết xã hội.
Các công cụ đầu tư liên kết với chính phủ như Khazanah Nasional Berhad, Employees Provident Fund và Permodalan Nasional Berhad đầu tư và sở hữu các công ty trong các lĩnh vực chính của nền kinh tế Malaysia.